# Oost Suorda
De Oost Suorda  (Zweeds: Lulip Suorda) is een rivier die stroomt in de Zweedse  gemeente Kiruna. De rivier ontstaat tussen de West Suordaberg (1513 meter) en de Oost Suordaberg (1472 meter). Ze stroomt zuidoostwaarts naar de Lävasrivier. Ze is circa 4,5 kilometer lang.
Afwatering: Oost Suorda → Lävasrivier → Rautasrivier → Torne → Botnische Golf